# Centrapalus
 Centrapalus  Cass., 1817 è un genere di piante angiosperme dicotiledoni della famiglia delle Asteraceae.

## Etimologia
Il nome scientifico del genere è stato definito per la prima volta dal botanico Alexandre Henri Gabriel de Cassini (1781-1832) nella pubblicazione " Dictionnaire des Sciences Naturelles, dans lequel on traite méthodiquement des différens êtres de la nature, considérés soit en eux-mêmes, d'aprés l'état actuel de nos connoissances, soit relativement à l'utilité quén peuvent retirer la médecine, l'agriculture, le commerce et les arts. Strasbourg. Edition 2" (Dict. Sci. Nat., ed. 2. [F. Cuvier] 7: 382) del 1817.

## Descrizione
Le specie di questa voce sono erbacee scapose annuali o perenni. La pubescenza è formata da peli semplici multisettati. Gli organi interni di queste piante contengono lattoni sesquiterpenici.
In genere sono presenti sia foglie basali che cauline. Le foglie lungo il caule normalmente sono a disposizione alternata. Quelle basali (se presenti) spesso formano delle rosette. La forma della lamina (semplice o segmentata) è più o meno lanceolata. I bordi possono essere continui, dentati o spinosi. La superficie superiore è verde, quella inferiore è più scura. Le venature in genere sono pennate. Le stipole sono assenti.
Le infiorescenze sono composte da capolini terminali scaposi-solitari. I capolini, discoidi di tipo omogamo, sono formati da un involucro persistente a forma emisferica composto da brattee (o squame) all'interno delle quali un ricettacolo fa da base ai fiori tubulosi. Le brattee, da 125 a 150, sono disposte in 5 serie in modo embricato e scalato ed hanno delle forme lineari; i bordi sono denticolati; il colore è più o meno verde. Il ricettacolo, a forma piatta o più o meno conica, può essere privo o no di pagliette.
I fiori, circa 100, sono tetra-ciclici (ossia sono presenti 4 verticilli: calice – corolla – androceo – gineceo) e pentameri (ogni verticillo ha 5 elementi). I fiori sono tubulosi (actinomorfi), ermafroditi (bisessuali) e fertili.
- Formula fiorale:

*/x K {\displaystyle \infty }, [C (5), A (5)], G 2 (infero), achenio
- Calice: i sepali del calice sono ridotti ad una coroncina di squame.
- Corolla: la corolla ha un profondo tubo con 5 lobi finali a volte frangiati. I colori variano da blu a porpora.
- Androceo: gli stami sono 5 con filamenti liberi, glabri o papillosi e distinti. Le antere sono saldate in un manicotto (o tubo) circondante lo stilo ed hanno in genere hanno una forma sagittata (sono prive di coda). Le appendici apicali delle antere non sono ghiandolose. Nell'endotecio sono presenti delle zone più spesse. Il polline normalmente è tricolporato ("lophato" o non "lophato") a forma sferica o schiacciata ai poli.
- Gineceo: lo stilo è filiforme con due stigmi. La base dello stilo ha dei nodi. Gli stigmi sono lunghi e divergenti; sono sottili, pelosi (peli acuti tipo spazzola) e con apice acuto; la superficie stigmatica è interna (vicino alla base). L'ovario è infero uniloculare formato da 2 carpelli. L'ovulo è unico e anatropo.

I frutti sono degli acheni con pappo. La forma dell'achenio in genere è subcilindrica con 10 coste (a volte poco visibili e prive di idioblasti) e superficie pubescente per peli setolosi. Nell'achenio, privo di fitomelanina, sono presenti dei rafidi oblunghi. Il pericarpo può essere di tipo parenchimatico, altrimenti è indurito (lignificato) radialmente.  Il carpoforo (o carpopodium - il ricettacolo alla base del gineceo) è anulare. I pappi, formati da una o più serie di setole capillari, decidue o persistenti, sono direttamente inseriti nel pericarpo o connati in un anello parenchimatico posto sulla parte apicale dell'achenio.

## Biologia
- Impollinazione: l'impollinazione avviene tramite insetti (impollinazione entomogama tramite farfalle diurne e notturne).
- Riproduzione: la fecondazione avviene fondamentalmente tramite l'impollinazione dei fiori (vedi sopra).
- Dispersione: i semi (gli acheni) cadendo a terra sono successivamente dispersi soprattutto da insetti tipo formiche (disseminazione mirmecoria). In questo tipo di piante può avvenire anche un altro tipo di dispersione: zoocoria. Infatti gli uncini (se presenti) delle brattee dell'involucro si agganciano ai peli degli animali di passaggio disperdendo così anche su lunghe distanze i semi della pianta.

## Distribuzione e habitat
Le specie di questo gruppo si trovano principalmente in Africa.

## Tassonomia
La famiglia di appartenenza di questa voce (Asteraceae o Compositae, nomen conservandum) probabilmente originaria del Sud America, è la più numerosa del mondo vegetale, comprende oltre 23.000 specie distribuite su 1.535 generi, oppure 22.750 specie e 1.530 generi secondo altre fonti (una delle checklist più aggiornata elenca fino a 1.679 generi). La famiglia attualmente (2021) è divisa in 16 sottofamiglie.

### Filogenesi
Le specie di questo gruppo appartengono alla sottotribù Centrapalinae H. Rob, descritta all'interno della tribù Vernonieae Cass. della sottofamiglia Vernonioideae Lindl.. Questa classificazione è stata ottenuta ultimamente con le analisi del DNA delle varie specie del gruppo. Dagli ultimi studi filogenetici sul DNA la tribù Vernonieae è risultata divisa in due grandi cladi: Muovo Mondo e Vecchio Mondo. Centrapalinae occupa una posizione centrale e appartiene al clade del Vecchio Mondo; in particolare è inclusa nel subclade africano più vicino alle specie tropicali americane.
La sottotribù, e quindi i suoi generi, si distingue per i seguenti caratteri:
- il portamento delle specie di questo gruppo è erbaceo perenne o subarbustivo;
- la pubescenza degli steli è fatta di peli semplici o irregolarmente da peli a forma di "T";
- le appendici delle antere talvolta hanno delle pareti cellulari ispessite;
- gli acheni possono avere fino a 10 coste;

In precedenza la tribù Vernonieae, e quindi la sottotribù di questo genere, era descritta all'interno della sottofamiglia Cichorioideae. L'esistenza del genere Centrapalus è controversa. Alcune checklist botaniche lo considerano un sinonimo del genere Vernonia e le sue specie sono distribuite tra vari generi. La pubblicazione "Systematics, Evolution, and Biogeography of Compositae" assegna a questo genere 2 specie. Altre checklist assegnano al genere solamente la specie Centrapalus pauciflorus.
I caratteri distintivi per questo genere sono i seguenti:
- le coste degli acheni sono poco visibili e prive di idioblasti;
- il polline è "lophato" e con le aperture ("colpi") non speronate;
- il colore della corolla varia da lavanda o porpora a blu.

Il numero cromosomico delle specie di questo genere è: 2n = 18.

### Elenco delle specie
Questo genere ha 2 specie:
- Centrapalus galamensis Cass.
- Centrapalus pauciflorus (Willd.) H.Rob.

Nota 1: per alcune checklist botaniche le due specie elencate sopra sono assegnate al genere Vernonia.

Nota 2: il genere Centrapalus tradizionalmente ha assegnate 9 - 10 specie. Attualmente tali specie sono distribuite come segue:
- genere Vernonella (Klatt) H.Rob. & Skvarla

- Centrapalus acrocephalus (Klatt) H.Rob.
- Centrapalus africanus (Sond.) H.Rob.
- Centrapalus chthonocephalus (O.Hoffm.) H.Rob.
- Centrapalus denudatus (Hutch. & B.L.Burtt) H.Rob.
- Centrapalus kirkii (Oliv. & Hiern) H.Rob.
- Centrapalus praemorsus (Muschl.) H.Rob.
- Centrapalus subaphyllus (Baker) H.Rob.

- genere Vernonia Schreb.

- Centrapalus galamensis Cass.
- Centrapalus pauciflorus (Willd.) H.Rob.

- genere Nothovernonia H.Rob. & V.A.Funk

- Centrapalus purpureus (Sch.Bip. ex Walp.) H.Rob.